# Goerodes katangae
Goerodes katangae är en nattsländeart som beskrevs av G. Marlier 1957. Goerodes katangae ingår i släktet Goerodes och familjen kantrörsnattsländor. Inga underarter finns listade i Catalogue of Life.